# Earl

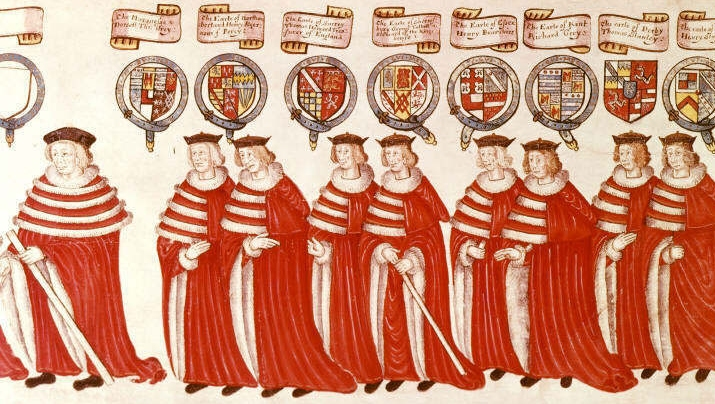
Die königliche Prozession zum Parlament in Westminster, 4. Februar 1512; v. l. n. r.: Ein unbekannter Marquess, der Marquess of Dorset, Earl of Northumberland, Earl of Surrey, Earl of Shrewsbury, Earl of Essex, Earl of Kent, Earl of Derby und Earl of Wiltshire. Aus: Parliament Procession Roll von 1512

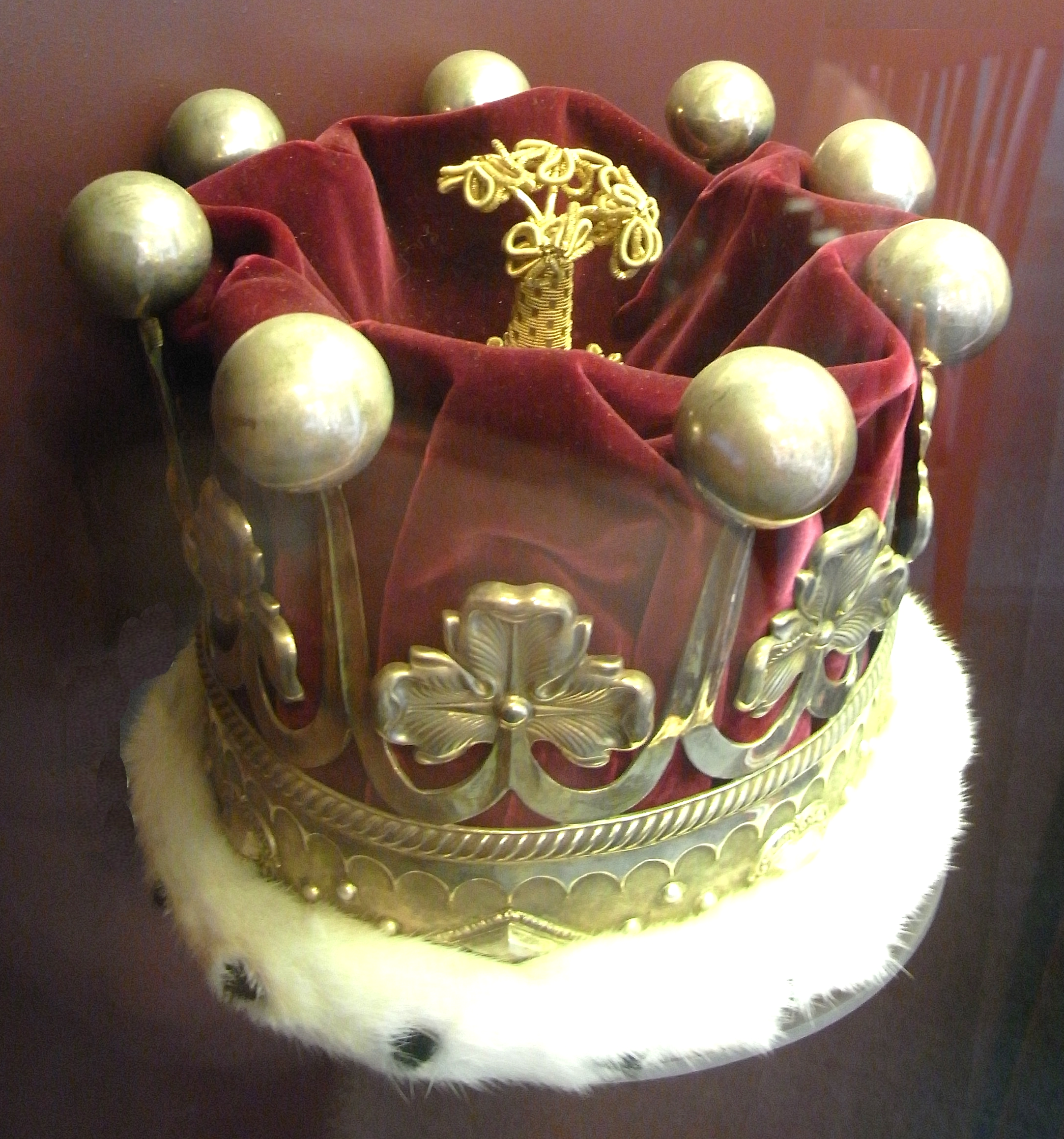
Earlkrone des Earl of Devon, die er bei der Krönung Elisabeths II. trug

Heraldische Rangkrone eines Earls

Earl (britisch [ɜ:ɫ], amerikanisch [ɜrɫ]) ist ein britischer Adelstitel, der dem deutschen Grafen entspricht. Grafen außerhalb der britischen Inseln bezeichnet man im Englischen als „Count“. Die weibliche Form zu Earl – wie auch zu Count – ist „Countess“.
Der Begriff Earl entstand aus dem dänischen Jarl und wurde seit der Eroberung Englands durch den anglo-skandinavischen König Knut im Jahr 1016 statt des bis dahin gebräuchlichen sächsischen Ealdorman angenommen. Er bezeichnete bis um die Mitte des 14. Jahrhunderts die höchste Stufe des englischen Adels. In Schottland entwickelte sich der Titel Mormaer zur landestypischen Entsprechung von earl.
Nach der normannischen Eroberung Englands unter Wilhelm dem Eroberer im Jahre 1066 hatten Earls faktisch nur noch den Rang von Grafen. Als Eduard III. 1337 seinen Sohn Edward of Woodstock, den sogenannten „Schwarzen Prinzen“, zum Duke von Cornwall ernannte, sank der Earlstitel auf die zweite und, als 1385 Richard II. Robert de Vere zum Marquess von Dublin erhob, auf die dritte Stufe herab.
Heutzutage ist der Titel Earl eine reine Standesauszeichnung ohne jegliche Beziehung auf territoriale Gewalt. Ebenso wie der Viscount und der Baron ist der Earl mit dem Zusatz „The Right Honourable“ anzuschreiben (styled) und mit „My Lord“ anzusprechen (adressed).
Die Rangkrone eines Earls besteht aus einem mit Edelsteinen besetzten Stirnreif, auf dem sechzehn goldene Zinken stehen, die abwechselnd mit goldenen Erdbeerblättern und silbernen Perlen besetzt sind. Die acht Perlenzinken sind dabei um ein vierfaches höher als die Blattzinken. Eine scharlachrote Mütze wird von den Zinken umgeben und die Krone wirkt hoch und füllig. Der goldene Stirnreif ist mit Hermelin verbrämt. Der Parlamentsmantel ist scharlachrot und hat einen dreifachen Hermelinbesatz. Die heraldische Rangkrone der Earls beschränkt sich auf die stilisierte Seitenansicht der Krone mit sichtbaren vier Blatt- und fünf Perlenzinken und mit Quaste auf der Mütze.